# Kanton Saint-Nazaire-1
 Saint-Nazaire-2 is een kanton van het Franse departement Loire-Atlantique. Het kanton maakt deel uit van het arrondissement Saint-Nazaire.
In 2020 telde het 50.089 inwoners.

Het kanton werd gevormd ingevolge het decreet van 25 februari 2014 , met uitwerking op 22 maart 2015, met Saint-Nazaire als hoofdplaats.

## Gemeenten
Het kanton omvat uitsluitend een (westelijk) deel van de gemeente Saint-Nazaire. 